# Volleyball Channel
Volleyball Channelは、BSフジにて月1回放送されるバレーボール専門番組である。

## 概要
1ヶ月のバレーボール情報を網羅した、バレーボール専門番組である。
番組内では、主に日本代表、Vリーグ（V1）、海外のリーグでプレーする日本人選手、ビーチバレー、学生バレー（高校、大学）など、幅広いカテゴリーを扱っている。

## 放送時間
毎月第4日曜 14:00 - 14:55（2022年10月30日 - ）
。
- 原則第4日曜であるが、日曜が5週ある月には第5日曜に放送されることがある[2][3][4]。
- 2024年2月25日・3月31日は17:00 - 17:55に放送[5][4]。

現在の放送曜日は日曜で固定されているが、放送曜日と放送時間は何回か変更されている。
2022年3月27日までは毎月第4日曜に再放送もしていた。

## 出演者
ナビゲーター
- 海老原優香（フジテレビアナウンサー）[注 1] - 2023年7月23日[8]・8月20日[9]・10月22日[10]
- 倉田大誠 （フジテレビアナウンサー） -  2024年3月31日[4]
- スタジオ収録がない時は、バレーボール解説者がマンスリーナビゲーターとして担当。
  - 栗原恵 - 2023年4月23日[11]、2024年1月28日[注 2][12]
  - 福澤達哉 - 2023年5月28日[13]・12月24日[14]
  - 坂口佳穂 - 2023年6月25日[15]
  - 狩野舞子 - 2023年11月26日[16]
  - 大山加奈 - 2024年1月28日[注 3][12]
  - 迫田さおり - 2024年2月25日[注 4][5]
  - 石井優希 - 2024年2月25日[注 5][5]
  - 荒木絵里香 - 2024年4月28日[17]
- 2023年3月26日[18]・9月24日[19]はナビゲーター不在のため、ナレーションのみで放送した。

ナレーション
- 西田雅一[20]
- 海老原優香[注 6]

## 過去の出演者
ナビゲーター
- 山本隆弘（バレーボール解説者）[注 7][21]

アシスタント
- 渡邊渚（フジテレビアナウンサー）[注 8][6]